# Блохина, Лариса Викторовна
Лариса Викторовна Блохина (род. 21 декабря 1960 года) — российский художник, академик РАХ (2024).

## Биография
Родилась 21 декабря 1960 года.
В 1984 году — окончила художественно-графическое отделение Кубанского государственного университета.
С 2020 года — почётный член РАХ, в 2021 году — избрана членом-корреспондентом от Южного регионального отделения, а в 2024 году — стала академиком Отделения дизайна Российской академии художеств.
С 1990 года — член Союза художников России.
С 1985 года — участник выставок.
Произведения находятся в собраниях Министерства Культуры России, Художественного музея им. Коваленко (Краснодар), Художественного музея Сочи, Музея Изобразительных искусств Ставрополя, Вологодской картинной галерееи, Modem Art Gallery, Karlsruhe (Германия), Академии Искусств Чехии имени Масарика (Прага), Коллекции Zirraat Bankasi, Istambul, Turkey, Государственного музея-заповедника г. Костромы.

### Семья
Муж — российский художник Валерий Маратович Блохин (род. 1964), академик Российской академии художеств (2021).

## Награды
- Почётный член Академии искусств Чехии имени Масарика
- Знак Рудольфа II Академии Искусств Чехии имени Масарика